# トルーマン州立大学
トルーマン州立大学（英語: Truman State University）は、アメリカ合衆国ミズーリ州カークスヴィル市に本部を置くアメリカ合衆国の公立大学。1867年創立、1919年大学設置。
元の名は北東ミズーリ州立大学（Northeast Missouri State University）であったが、ミズーリ出身の大統領ハリー・S・トルーマンにちなんで1996年に改名された。